# Vagaria
Vagaria is een geslacht uit de narcisfamilie (Amaryllidaceae). De soorten komen voor in Marokko en in  het oostelijke Middellandse Zeegebied.

## Soorten
- Vagaria ollivieri Maire
- Vagaria parviflora (Desf. ex Redouté) Herb.

... · 
Acis · 
Amaryllis · 
Boophone · 
Clivia · 
Crinum (Haaklelie) · 
Galanthus (Sneeuwklokje) · 
Hippeastrum · 
Hymenocallis · 
Leucojum (Narcisklokje) · 
Narcissus (Narcis) · 
Pancratium · 
Scadoxus · 
Sprekelia · 
Sternbergia · 
...